# Walter Blumenfeld

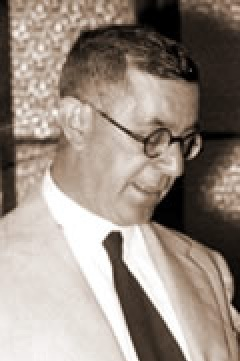
Walter Blumenfeld (um 1940)

Walter Georg Blumenfeld (geboren am 12. Juli 1882 in Neuruppin; gestorben 23. Juni 1967 in Lima (Peru)) war ein deutsch-peruanischer Psychologe. Er wurde vor allem bekannt durch die Beschreibung des nach ihm benannten Blumenfeld-Effektes in der Arbeitsorganisation.

## Leben
Walter Blumenfeld wurde als Sohn des Kaufmanns Hermann Blumenfeld und seiner Frau Cäcilie (geb. Meyer) geboren, besuchte das Friedrich-Wilhelm-Gymnasium in Neuruppin und beendete dieses 1900 mit dem Abitur. Er begann anschließend ein Studium der Elektrotechnik an der Technischen Hochschule Charlottenburg, nach dessen Abschluss 1906 er zunächst bis 1908 bei der AEG als Elektroingenieur arbeitete. Daran schloss sich ein weiteres Studium von Philosophie und Psychologie an der Universität Berlin an, das er 1912 mit der Promotion bei Carl Stumpf über Untersuchungen über die scheinbare Größe im Sehraum abschloss. Nach dem Ersten Weltkrieg, den er als Funktelegraphist erlebte, begann er mit seiner Habilitation Zur kritischen Grundlegung der Psychologie, die er 1920 an der TH Dresden einreichte. 1923 erhielt er an dieser Hochschule eine außerordentliche Professur und begründete an ihr das psychotechnische Institut. 1926 wurde er mit einer Dozentur am Pädagogischen Institut verbeamtet. In Dresden verband ihn eine enge Freundschaft mit Victor Klemperer, der ihn daher oft in seinen Tagebüchern erwähnt.
Am 26. Februar 1934 wurde er auf Grund seiner jüdischen Herkunft zwangsemeritiert. 1935 emigrierte er mit seiner Frau nach Peru, wo er einen Ruf als Professor für Psychologie und Pädagogik an die Universidad Nacional Mayor de San Marcos erhalten hatte.
In Lima baute er ein psychologisches Institut auf und gilt als einer der Mitbegründer der peruanischen Psychologie. 1949 hatte er außerdem eine Gastprofessur an der Universität von San Miguel de Tucumán in Argentinien. 1960 wurde er emeritiert.

## Leistungen
Blumenfeld arbeitete sowohl in der Experimentellen Psychologie, insbesondere in der visuellen Wahrnehmung, wie auch der Angewandten Psychologie, insbesondere der Psychotechnik, der Eignungsdiagnostik, Arbeitsorganisation und der Werbepsychologie. Seine Studie Urteil und Beurteilung kommt zu dem Schluss, dass die Fraktionierung von Arbeitshandlungen, d. h. die Zerlegung in einzelne, für den Einzelnen bekannte und überschaubare Teilhandlungen (Teilschritte), auf Motivation und Konzentration einen nachweisbar positiven Effekt (den später nach ihm benannten Blumenfeld-Effekt) hat.
In seinem Werk Sinn und Unsinn (spanisch Sentido y sinsentido) nimmt er zu erkenntnistheoretischen Fragen, beeinflusst im Sinne des Neukantianismus, Stellung, wie das Verhältnis von Sinn und Unsinn zu verstehen wäre. Ausgehend von den fünf Typen des Sinns, die er identifiziert (semantischer Sinn, Zwecksinn, Gestaltsinn, Motivationssinn und Begründungssinn) verdeutlicht er, dass Sinnverstehen, wie Sinnerzeugung aktive Prozesse sind, die vom jeweiligen Kontext abhängen.
In seinen spanischsprachigen Arbeiten werden Themen der Entwicklungspsychologie im Jugendalter, Intelligenzmessung und experimentell-psychologische Themen behandelt.

## Gedenken
Am 8. Februar 2024 wurden in der Bayreuther Straße 4 in Dresden vor dem ehemaligen Wohnhaus von Walter Blumenfeld zwei Stolpersteine für ihn und seine Frau Margarete (geb. Meyer) verlegt.

## Ausgewählte Werke
- Urteil und Beurteilung. Leipzig, 1931.
- Sinn und Unsinn. München, 1933.
- Jugend als Konfliktsituation. Berlin, 1936 (Nachdruck Universitätsverlag, Passau 1988).
- Introducción a la Psicología Experimental. Lima, 1946 (mehrere Auflagen bis 1954).
- Sentido y sinsentido. Buenos Aires, Editorial Losada, 1949 (spanische Ausgabe des Münchner Originals von 1933).
- La antropología filosófica de Martin Buber y la Filosofía antropológica. Lima, Sociedad Peruana de Filosofía.
- mit V. Tapia: Investigaciones sobre ciertos rasgos caracterológicos. Lima, Editorial San Marcos, 1959.
- Valor y valoración. Lima, 1959 (erweiterte spanische Ausgabe seiner Studie an der TH Dresden von 1931).
- Psicología del Aprendizaje. Un libro para maestros y estudiantes. Lima, 1957 (mehrere weitere und verbesserte Auflagen bis 1967).
- La juventud como situación conflictiva. Lima, Universidad Nacional Mayor de San Marcos, 1963 (erweiterte Ausgabe des Originals von 1936, 1988 anhand seines handschriftlichen Letztexemplares in Deutsch erschienen).
- Contribuciones críticas y constructivas a la problemática de la ética. Lima, Universidad Nacional Mayor de San Marcos, 1966.
- Vom sittlichen Bewusstsein Bouvier, Bonn 1968.

Blumenfeld publizierte ab 1935 zahlreiche Fachartikel in Peru.